# Diatèssaron
El Diatèssaron (en grec Διατέσσαρων, literalment «un evangeli a través dels quatre Evangelis») fou escrit per un cristià anomenat Tacià del segle ii, aproximadament, entre el 165 i 170 dC.
Aquesta obra única tingué per objecte harmonitzar els quatre evangelis en una sola narració. És la primera traducció del Nou Testament en siríac, i durant alguns segles va ser el text oficial de l'Evangeli de l'Església de Síria.
Sant Efraïm de Síria, Doctor de l'Església, em va escriure un comentari en prosa. El 423, el bisbe Teodoret n'imposarà l'abandonament a favor dels quatre Evangelis, com es va fer per a totes les altres esglésies cristianes. Teodoret va ordenar la destrucció de les còpies dels Diatèssaron, que és conegut, per tant, només indirectament a través del comentari d'Efraïm.